# Hegyi virágcincér
A hegyi virágcincér (Stictoleptura scutellata) a cincérfélék családjába tartozó, Európában és Nyugat-Ázsiában honos, lombos fákon élő bogárfaj. 

## Megjelenése
A hegyi virágcincér testhossza 12−21 mm. Az előhát hátulsó pereme jóval szélesebb az elsőnél; a hím szárnyfedőinek oldalvonalai végig keskenyednek, a nőstényé közel párhuzamosak. Egész teste fekete, a felületi szőrei rövidek és sötétek. A hímek pajzsocskája ezüstösen, a nőstényé aranysárgán szőrözött, utóbbinál az előtor hátulsó peremén sárga szőrszegély látható. Szárnyfedőik elülső harmada igen durván és mélyen pontozottak, majd a vége felé fokozatosan finomodik, de a pontok élesen bemélyedtek, és a köztereik recézettek. Feje nagyon sűrűn és durván, az előtor még durvábban pontozott, de a pontozás kevésbé sűrű. A Kárpátokban előfordul barnássárgás szárnyfedőjű színváltozat is.

## Elterjedése és életmódja
Nyugat-, Közép- és Dél-Európában, valamin Kis-Ázsiában honos, az Ibériai-félszigettől a Kaukázusig és Észak-Iránig. A Kárpátokban gyakori, Magyarországon ritka, a középhegységek magasabb részein fordul elő (Mecsek, Kőszegi-hegység, Soproni-hegység, Bükk, Balaton-felvidék, Budai-hegység, stb.). 
Lárvája különféle lombos fák (főleg bükk, de tölgy, gyertyán, nyír, gesztenye, stb. is) elhalt, de még nem korhadó törzsében vagy vastagabb (legalább 10-12 cm) ágaiban él. Fejlődése két-három évig tart. Az imágó május végétől szeptemberig rajzik. Nappal aktív, a hím többnyire virágokon, a nőstény a potenciális tápnövényeken (fákon) tartózkodik.   

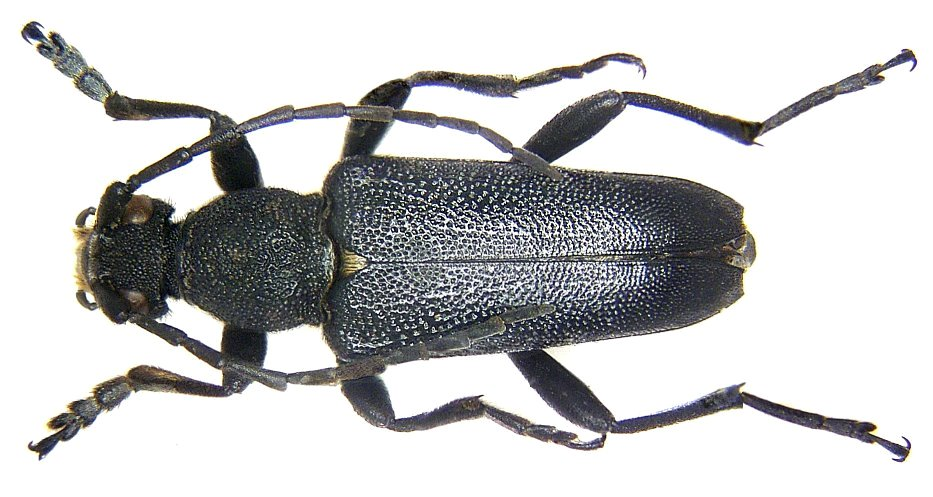
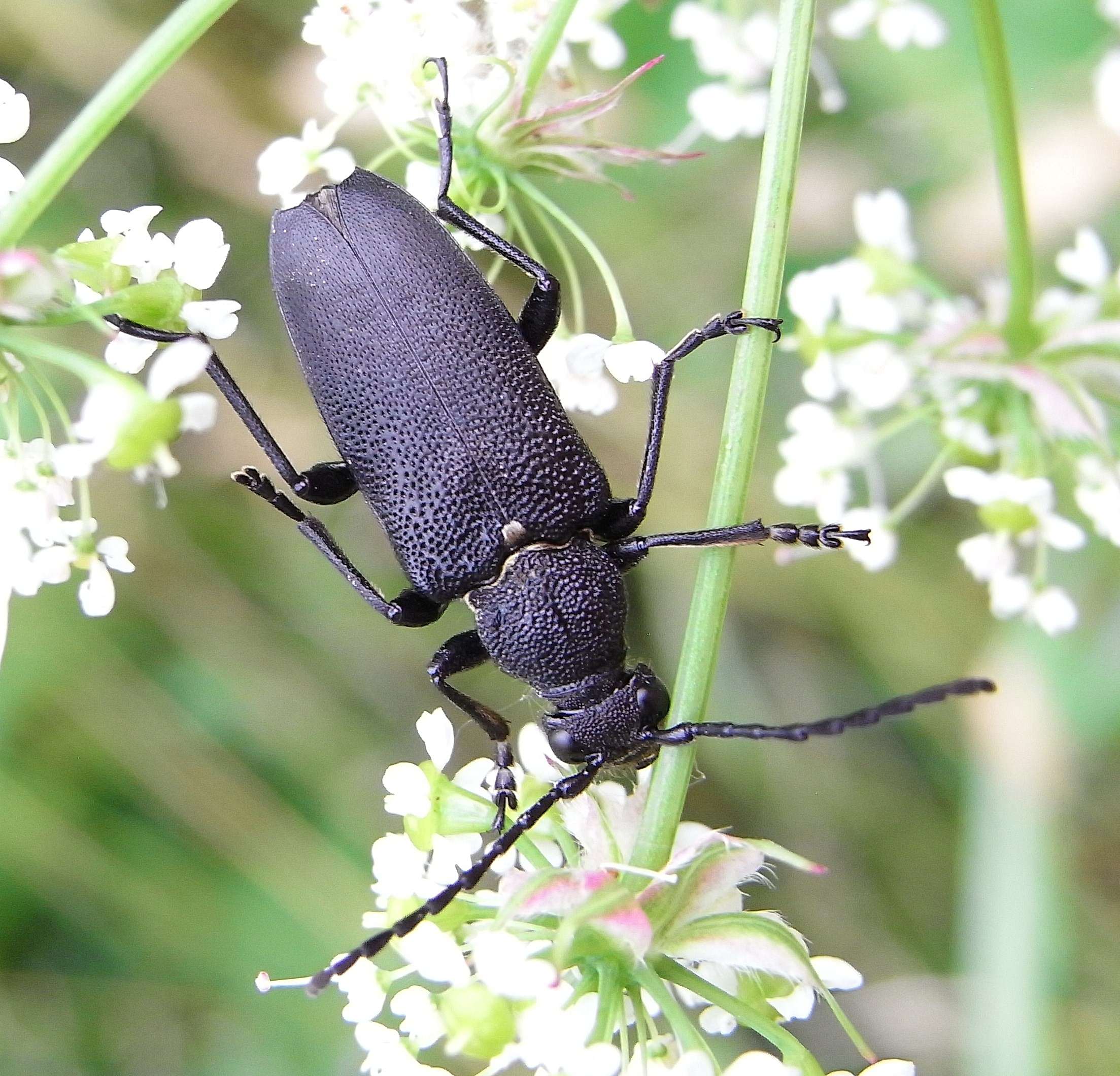
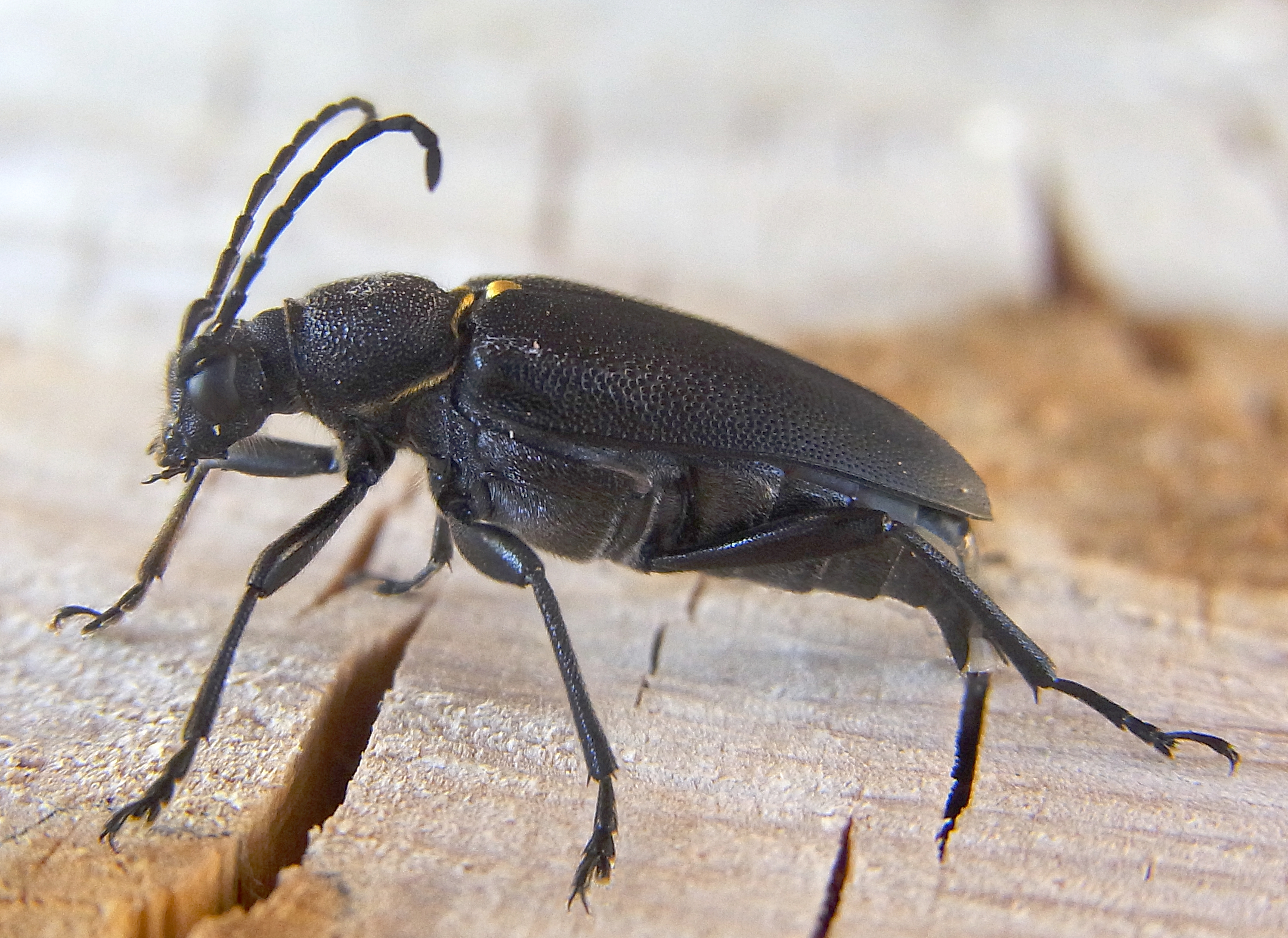
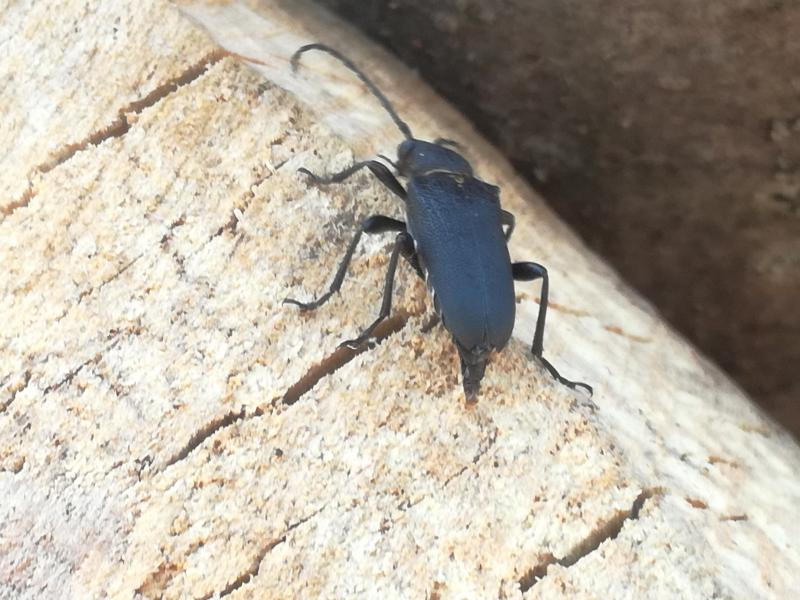
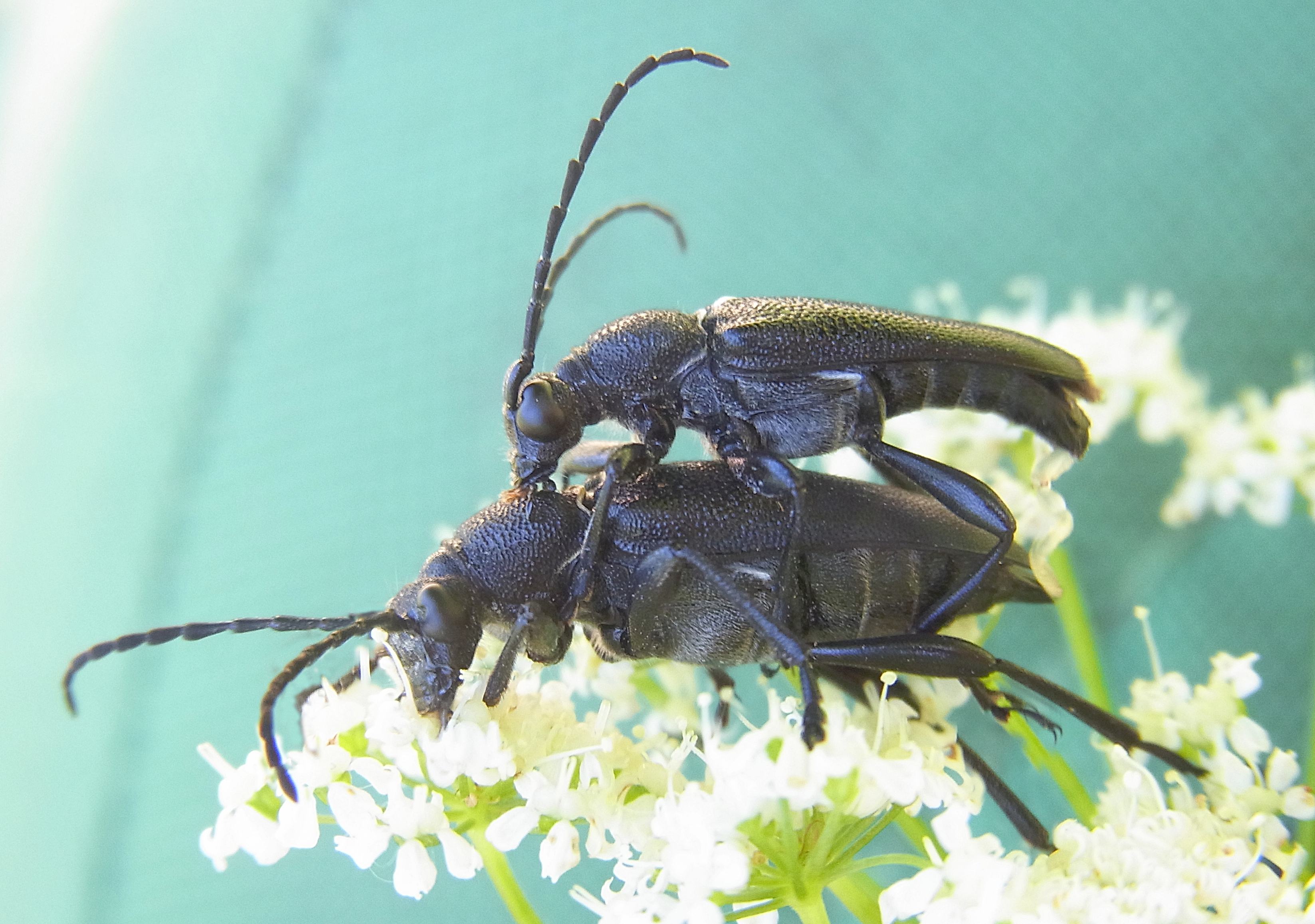

Magyarországon nem védett.